# Gervais du Bus
Gervais du Bus (14. század) francia költő.

## Élete
A királyi kancellária jegyzője lehetett a 14. század első évtizedeiben. Feltehetően az 1310-ben és 1314-ben íródott, két könyvből álló verses regényének címe: Roman de Fauvel. Fauvel egy az Antikrisztust megszemélyesítő ló, egy képzeletbeli szörny. Nevének betűi hat, a szerző szerint a korabeli világot hatalmában tartó bűn kezdőbetűit adják ki: hízelgés, fösvénység, aljasság, lelkiismeretlenség, irigység és feslettség.
Flaterie si s’en derive…
Et puis en descent Avarice
Vilenie et variété
Et puis Envie et Lascheté…
Pren un mot de chacune lettre
Francia nyelvterületen a hasonló lószerű szörnyetegek hagyománya egészen a 12. századig ment vissza (Fauve, Fauvel, Ânesse fauve). Gervais du Bus csak a második könyvet szignózta (Gerues du Bus), így az első Fauvel-könyv szerzősége bizonytalan, s nem lehetetlen, hogy az Chaillou de Pesstain nevéhez köthető.